# Rytigynia constricta
Rytigynia constricta är en måreväxtart som beskrevs av Robyns. Rytigynia constricta ingår i släktet Rytigynia och familjen måreväxter.
Artens utbredningsområde är Elfenbenskusten. Inga underarter finns listade i Catalogue of Life.